# Haute Cour du Groenland
La Haute Cour du Groenland (groenlandais : Kalaallit Nunaanni Eqqartuussisuuneqarfik, danois : Grønlands Landsret) est une cour supérieure dont le siège se trouve à Nuuk, la capitale du Groenland. Elle est l'une des trois hautes cours au sein de l'organisation judiciaire du Danemark, avec les Hautes Cours de l'Ouest (da) et de l'Est (da). Depuis novembre 2017, la Haute Cour est présidée par la juge Kirsten Thomassen.
La Haute Cour est une juridiction de seconde instance au sein des tribunaux du Groenland, qui comportent également quatre cours de circuit, dont le rôle est d'entendre les affaires civiles et pénales et la Cour du Groenland, qui traite les affaires civiles dites « complexes ».

## Historique
La Haute Cour du Groenland est créé par la loi n°271 du 14 juin 1951 sur l'administration de la justice au Groenland, entrée en vigueur le 1er décembre 1951. À sa création, la cour est composée d'un juge président nommé par le roi et de deux juges non professionnels, nommés par le Conseil national groenlandais.
Depuis l'entrée en vigueur le 1er janvier 2010 de la loi modifiant le fonctionnement de l'administration judiciaire du Groenland, la Haute Cour du Groenland fait exclusivement office de cour d'appel pour les cours de circuit du Groenland, dont le nombre passe de 18 à 4 au 1er janvier 2013 et pour la Cour du Groenland. Les décisions de la Haute Cour peuvent être portées devant la Cour suprême avec l'autorisation de la Commission d'Autorisation des Recours.
Avant 2010, la Haute Cour du Groenland traitait des affaires les plus « complexes » en première instance. Ces affaires, une fois jugées par la Haute Cour du Groenland, pouvaient ensuite faire l'objet d'un appel devant la Haute Cour de l'Est. À la suite de la réforme, ces affaires sont transférées à la Cour du Groenland nouvellement créée, la Haute Cour du Groenland devenant la cour d'appel.

## Organisation
Elle se compose d'un juge unique. Dans le cas où l'affaire a été jugée en première instance par la Cour du Groenland, trois juges doivent être présents. Le juge de la Haute Cour du Groenland est alors rejoint par deux juges des Hautes Cours de l'Ouest ou de l'Est.